# Прісноредуть
Пріснореду́ть (каз. Пресноредуть) — село у складі Жамбильського району Північноказахстанської області Казахстану. Адміністративний центр Прісноредутського сільського округу.
Населення — 420 осіб (2021; 286 у 2009, 731 у 1999, 703 у 1989).
Національний склад станом на 1989 рік:
- росіяни — 64 %
- українці — 20 %.